# 더그 허치슨
더그 허치슨(Doug Hutchison, 1960년 5월 26일 ~ )은 미국의 배우이다.

## 출연 작품
- 라이 투 미 1 (2009)
- 기브 엠 헬, 말론 (2009)
- 버로워즈 (2008)
- 퍼니셔 2 (2008)
- 키드냅트 (2006)
- 로스트 시즌1 (2004)
- 노 굿 디드 (2002)
- 집행자 (2002)
- 아이 엠 샘 (2001)
- 베이트 (2000)
- 그린 마일 (1999)
- 배트맨 4 - 배트맨과 로빈 (1997)
- 콘 에어 (1997)
- 러브 올웨이스 (1996)
- 타임 투 킬 (1996)
- 스페이스 2063 (1995)
- 론머 맨 (1992)
- 초콜릿 전쟁 (1988)
- 가딩 라이트 (1952)